# カンタルーポ・ネル・サンニオ
カンタルーポ・ネル・サンニオ（イタリア語: Cantalupo nel Sannio）は、イタリア共和国モリーゼ州イゼルニア県にある、人口約800人の基礎自治体（コムーネ）。

## 地理

### 位置・広がり
イゼルニア県南東部のコムーネである。

#### 隣接コムーネ
隣接するコムーネは以下の通り。括弧内のCBはカンポバッソ県所属を示す。
- マッキアゴーデナ
- ロッカマンドルフィ
- サン・マッシモ (CB)
- サンタ・マリーア・デル・モリーゼ

## 行政

### 分離集落
カンタルーポ・ネル・サンニオには、以下の分離集落（フラツィオーネ）がある。
- Aia Franca, Cese, Colle Manieri, Colle Piano, Le Coste, Fragnete Primo, Fragnete Secondo, Santa Lucia, Taverna, Tratturo